# Krajowe Biuro Wyborcze

Szef KBW Magdalena Pietrzak na konferencji prasowej PKW

Szefowa Krajowego Biura Wyborczego Magdalena Pietrzak wraz z sędziowskim składem Państwowej Komisji Wyborczej (2020)

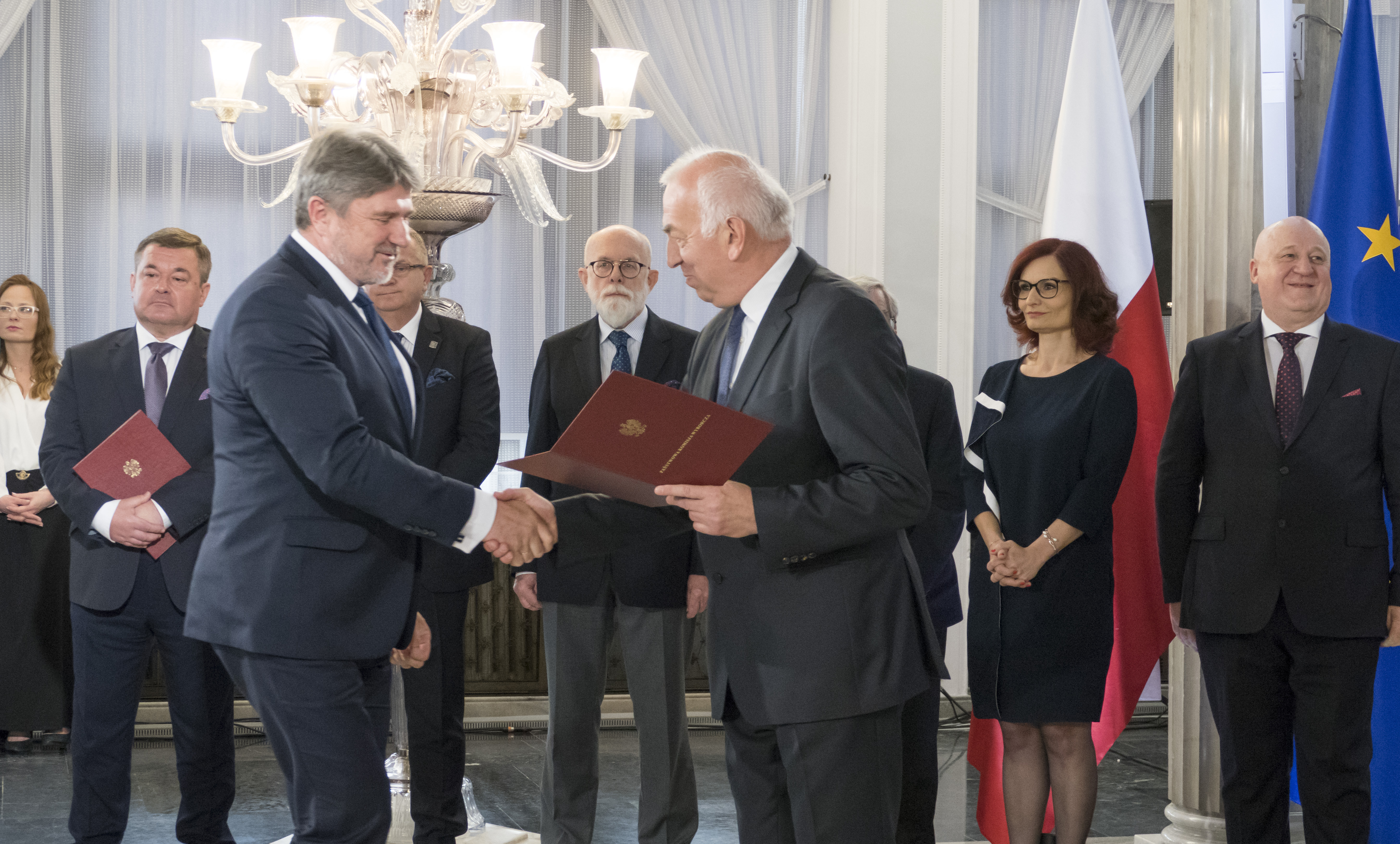
Uroczystość wręczenia aktów stwierdzenia wyboru posłów do Parlamentu Europejskiego

Krajowe Biuro Wyborcze (KBW) – urząd zapewniający obsługę Państwowej Komisji Wyborczej (PKW), komisarzy wyborczych oraz innych organów wyborczych w zakresie określonym w ustawie z dnia 5 stycznia 2011 r. – Kodeks wyborczy oraz innych ustawach.
Siedziba Krajowego Biura Wyborczego znajduje się w zespole budynków Kancelarii Prezydenta przy ul. Wiejskiej 10 w Warszawie, w bezpośrednim sąsiedztwie Sejmu i Senatu.

## Zadania, władze i struktura
Krajowe Biuro Wyborcze pełni rolę aparatu pomocniczego organów administracji wyborczej w Polsce. Podstawę prawną funkcjonowania KBW stanowią art. 187–191 ustawy z dnia 5 stycznia 2011 r. – Kodeks wyborczy.
Do zadań KBW należy zapewnienie warunków organizacyjno-administracyjnych, finansowych i technicznych, związanych z organizacją i przeprowadzaniem wyborów i referendów. W tym celu Biuro współdziała z właściwymi organami administracji rządowej oraz jednostkami samorządu terytorialnego. KBW m.in. wykonuje w imieniu PKW nałożony na Komisję przez Kodeks wyborczy (art. 162 § 2) obowiązek zapewnienia oprogramowania komputerowego niezbędnego do ustalania wyników głosowania, sporządzania protokołów, sprawdzania pod względem zgodności arytmetycznej poprawności ustalenia wyników głosowania w obwodzie oraz ustalania wyników wyborów.
Organizację Krajowego Biura Wyborczego, zakres jego działania i właściwość terytorialną jednostek organizacyjnych Biura określa statut nadany mu przez Państwową Komisję Wyborczą na wniosek Szefa KBW. Nadawanie statutu przez PKW ma zapewnić niezależność KBW od innych organów państwowych. Statut został nadany w marcu 2011.
Szef i pracownicy Krajowego Biura Wyborczego nie mogą należeć do partii politycznych ani prowadzić działalności politycznej (art. 188 § 5 kodeksu), co ma zagwarantować neutralność polityczną KBW.

### Szef Krajowego Biura Wyborczego
Pracami Krajowego Biura Wyborczego kieruje Szef Krajowego Biura Wyborczego przy pomocy zastępcy. Szef Krajowego Biura Wyborczego jest organem wykonawczym Państwowej Komisji Wyborczej. Jest on powoływany i odwoływany przez PKW spośród trzech kandydatów przedstawionych przez ministra właściwego dla spraw wewnętrznych. Głosowanie dotyczące powołania Szefa KBW jest jawne.
Szef Krajowego Biura Wyborczego pełni z urzędu funkcję sekretarza Państwowej Komisji Wyborczej i uczestniczy w jej posiedzeniach z głosem doradczym. Odpowiada za swoją działalność przed PKW. Jego wynagrodzenie odpowiada wysokości wynagrodzenia sekretarza stanu.
Funkcję zastępcy Szefa Krajowego Biura Wyborczego pełni z urzędu Dyrektor Zespołu Prawnego i Organizacji Wyborów KBW.

### Szefowie KBW
- Kazimierz Czaplicki (1991–2014)
- Beata Tokaj (od 23 lutego 2015 do 2 marca 2018; od 2 grudnia 2014 do 22 lutego 2015 jako p.o.)[12][13]
- Magdalena Pietrzak (od 3 marca 2018 do 3 marca 2025)[14]
- Rafał Tkacz (od 3 marca 2025)[15]

### Struktura
Jednostkami organizacyjnymi KBW jest 6 zespołów i 49 delegatur:
- Zespół Prawny i Organizacji Wyborów
- Zespół Kontroli Finansowania Partii Politycznych i Kampanii Wyborczych
- Zespół Informatyki
- Zespół Finansowy
- Zespół Zamówień Publicznych
- Zespół Prezydialny.

Delegatury KBW znajdują się w 49 miastach będącymi w latach 1975–1998 stolicami województw.

### Krytyka działalności KBW
W 2003 podczas kontroli Krajowego Biura Wyborczego w zakresie wykorzystania pieniędzy publicznych na obsługę informatyczną wyborów samorządowych Najwyższa Izba Kontroli (NIK) stwierdziła liczne nieprawidłowości i błędy popełnione w fazie planowania oraz organizacji i zarządzania projektem informatycznym, jego finansowania, tworzenia oprogramowania oraz konfiguracji systemu informatycznego.
W listopadzie 2014 w związku z nieprawidłowym działaniem systemu informatycznego podczas I tury wyborów samorządowych nastąpiło blisko tygodniowe opóźnienie w podaniu oficjalnych wyników głosowania. W rezultacie Szef Krajowego Biura Wyborczego Kazimierz Czaplicki podał się do dymisji, a NIK rozpoczęła w KBW kolejną kontrolę, której celem miało być ustalenie, czy pracownicy Biura budowali system informatyczny w sposób zgodny z prawem, rzetelny, celowy i gospodarny. Wyniki kontroli były również krytyczne wobec KBW. Ponadto Izba negatywnie oceniła wykonanie budżetu państwa w 2014 r. w części 11 (KBW), stwierdzając szereg nieprawidłowości w trakcie przygotowań i realizacji projektu informatycznego wspierającego wybory samorządowe w 2014, w tym wielokrotne naruszanie przepisów ustawy – Prawo zamówień publicznych.
Po dobrze przygotowanych i zorganizowanych wyborach samorządowych w 2018 zaufanie do PKW i KBW wzrosło, a działalność tych instytucji pozytywnie oceniło ponad dwie trzecie (69%) Polaków, a 84% ankietowanych uważało, że wyniki wyborów do sejmików województw podane przez PKW są wiarygodne. PKW wyniki podała w nocy z 24 na 25 października, czyli niemal trzy dni szybciej niż zrobiła to w 2014 roku.
Z kolei po sprawnie przeprowadzonych eurowyborach 2019 podane przez PKW wyniki wyborów w maju 2019 nie budzą wątpliwości wśród 86% Polaków. W wyborach do Parlamentu Europejskiego w 2014 roku od momentu zamknięcia lokali wyborczych do oficjalnego ogłoszenia wyników eurowyborów minęły 24 godziny i 25 minut. W 2019 roku – jedynie 17 godzin i 25 minut.
Przygotowanie i przebieg wyborów prezydenckich w czerwcu 2025 r. spotkało się z zarzutami licznych nieprawidłowości. Do Sądu Najwyższego wpłynęło ponad 50 000 protestów wyborczych. Prokuratura Okręgowa w Jeleniej Górze wszczęła postępowanie w sprawie nieprawidłowości w komisjach w Kamiennej Górze (nr 6) oraz jeszcze dziewięciu innych obwodach na terenie kraju. W siedmiu z dziesięciu spraw stwierdzono zamianę głosów kandydatów, co skutkowało błędnym przypisaniem zwycięstwa Karolowi Nawrockiemu – przy czym po ponownym przeliczeniu okazało się, że większą liczbę głosów otrzymał Rafał Trzaskowski. 

## Budżet, zatrudnienie i wynagrodzenia
Wydatki i dochody Krajowego Biura Wyborczego są realizowane w części 11 budżetu państwa.
W 2017 wydatki Biura wyniosły 64,79 mln zł, a dochody 0,08 mln. Przeciętne zatrudnienie w KBW w przeliczeniu na pełne etaty wyniosło 410 osób, a średnie miesięczne wynagrodzenie brutto 6527 zł.
W ustawie budżetowej na 2019 wydatki Krajowego Biura Wyborczego zaplanowano w wysokości 80,36 mln zł.